# Gregori Egiazaryan
Gregori Egiazaryan (født 8. december 1908 i Blur Tyrkiet, død 4. november 1988 i Jerevan, Armenien, Sovjetunionen) var en tyrkisk/russisk komponist, lærer og professor.
Egiazaryan studerede teori og komposition hos Nikolaj Mjaskovskij og Reinhold Gliere på Musikkonservatoriet i Moskva.
Han har skrevet symfonien "Razdan", orkesterværker, balletmusik, scenemusik, vokalværker, kammermusik, instrumental værker etc. Egiazaryan underviste i komposition på  Yerevan Komitas State Conservatory, og blev senere både professor og rektor på stedet.